# Johann Fux (Politiker)
Johann Fux (* 17. August 1832 in Brünn-Unterzeil, Mähren als Johann Nepomuk Leopold Julius Fuchs; † 2. Juli 1882 in Znaim, Mähren) war ein österreichischer Parlamentarier und Kommunalbeamter der Stadt Znaim. Er war von 1866 bis 1882 Mitglied des Mährischen Landtages und von 1870 bis 1882 Mitglied des Abgeordnetenhauses. Seit 1863 stand Fux in den Diensten der Stadt Znaim; zunächst als Stadtsekretär  und von 1873 bis zu seinem Tode als Stadtrat.

## Leben
Johann Fux war ein Sohn des k.k. Appellationskanzlisten Leopold Fuchs († 1879) und dessen Frau Hilaria, geborene Friedl. Er besuchte ab 1842 das Gymnasium in Brünn und studierte nach der Matura von 1850 bis 1854 an der Universität Wien Rechtswissenschaften. Danach war Fux in Znaim als Notariatskonzipist tätig. Im Januar 1863 wurde er Redakteur des liberalen „Znaimer Wochenblattes“.
Fux trat im November 1863 als Stadtsekretär in die Dienste der Stadt Znaim. 1864 veröffentlichte Fux eine Broschüre über die wirtschaftliche und nationale Bedeutung einer Eisenbahnverbindung zwischen Wien und Znaim. Der 1864 gewählte Znaimer Bürgermeister Josef Wandrasch (1804–1874) war wegen zunehmender Altersschwäche an der Ausübung seiner Amtsgeschäfte gehindert, so dass Fux diese nach 1867 de facto ausübte. Stadtsekretär Fux stand für eine deutschliberale, antitschechische Stadtpolitik und förderte das geistige und gesellschaftliche Leben in der Stadt. Er förderte das Schulwesen sowie die Gründung von Musik-, Turn- und Feuerwehrvereinen und unterstützte diese bei der Erarbeitung ihrer Statuten. 1873 wurde Fux zum Stadtrat und der Leiter der Znaimer Stadtverwaltung ernannt.
1868 gehörte Fux zu den Gründungsmitgliedern des politischen Vereins der Liberalen in Znaim, dem er zwischen 1874 und 1879 vorstand. Im Jahre 1870 beteiligte sich Stadtsekretär Fux als Vorsitzender Gründungsausschusses an der von Johann Haase initiierten Gründung des Deutschen Bürgervereins und arbeitete zusammen mit Haase dessen Statuten aus.
Für seine Verdienste wurde Fux zum Ehrenbürger der Stadt Znaim ernannt.
Fux, der seit dem Tod seiner Frau gesundheitlich angeschlagen war, verstarb 1882. Zunächst wurde als Todesursache ein Lungenödem angegeben, die Obduktion ergab jedoch ein Herzleiden. Er wurde unter großer öffentlicher Anteilnahme am 4. Juli 1882 beigesetzt.

## Parlamentarier

### Mährischer Landtag
Nach dem Tode des Lispitzer Bürgermeisters Georg Konvalina konnte sich Fux im Herbst 1866 in der Nachwahl für die Kurie der Landgemeinden im Wahlkreis 23 – Znaim in den Mährischen Landtag gegen Anton Nawratil durchsetzen. In der folgenden Wahlperiode von 1867 bis 1873 verteidigte Fux das Mandat der Landgemeinden im Wahlkreis 23 – Znaim gegen den Notar Jan Vlk.
Ab der dritten Wahlperiode 1873–1879 und erneut in der vierten Wahlperiode ab 1879 war Fux Vertreter der Städte und Industrial-Orte für den Wahlkreis 7 – Znaim. Nach Fuxens Tod erhielt der Znaimer Gemeinderat Johann Haase das Wahlkreismandat.

### Abgeordnetenhaus
Im Jahre 1870 wurde Fux in der III. Legislaturperiode als Vertreter des Wahlbezirks – Mähren, Städte Nikolsburg, Znaim, Kromau, Eibenschitz, Mährisch Budwitz, Jarmeřitz in das Abgeordnetenhaus des Reichsrates gewählt. Denselben Wahlbezirk vertrat er auch in der IV. Legislaturperiode von 1871 bis 1873. In der V. Legislaturperiode vom 4. November 1873 bis 22. Mai 1879 sowie in der VI. Legislaturperiode ab 1879 erhielt er das Mandat des mährischen Wahlkreises Landgemeinden 6 – Znaim, Frain, Joslowitz, Datschitz, Jamnitz, Nikolsburg, Mährisch Kromau. Nach seinem Tod erhielt Viktor Hübner Ende 1882 das Wahlkreismandat.
Fux schloss sich Ende April 1871 dem Klub der äußersten Linken und am 17. Jänner 1872 dem Klub der Verfassungspartei an. 1873 trat er dem Fortschrittsklub, 1879 dem Klub der Vereinigten Fortschrittspartei und am 19. November 1881 den Vereinigten Linken bei.

## Familie
Im Jahre 1860 heiratete Fux Adelheid, geborene Hölzl († 1880). Aus der Ehe gingen drei Töchter und zwei Söhne hervor.